# Кариамоподобни
Кариамоподобни (Cariamiformes) е разред животни от клас Птици (Aves). Включва едно съвременно семейство с два вида, но е известно от множество фосилни находки. В миналото те са класифицирани и в разред Жеравоподобни.

## Семейства
Разред Cariamiformes – Кариамоподобни
- †Ameghinornithidae
- †Bathornithidae
- Cariamidae – Кариамови
- †Elaphrocnemus
- †Idiornithidae
- †Phorusrhacidae
- †Qianshanornithidae
- †Salmilidae